# Movimento próprio
Movimento próprio de uma estrela refere-se ao movimento da estrela perpendicularmente à linha de visada de um observador na Terra. O movimento é dito "próprio" por pertencer a estrela e não ao céu, que parece girar e carregar todas as estrelas com ele.
Numa primeira análise, as estrelas parecem estar fixas no céu, em relação umas às outras. Uma observação mais cuidadosa revelará que as estrelas mudam lentamente de posição pois cada estrela possui seu próprio movimento.

As estrelas possuem dois tipos de movimentos que podem ser observados de nossa posição na Terra, o movimento próprio (perpendicular à linha de visada) e o movimento radial (ao longo da linha de visada). Este último não pode ser visto como um deslocamento no céu (uma vez que está se aproximando ou se afastando sobre a linha de visada), mas pode ser medido através do deslocamento Doppler das linhas espectrais da luz emitida pela estrela.

Ilustração do movimento próprio.

O movimento próprio que a estrela descreve na esfera celeste pode ainda ser decomposto em duas coordenadas: o movimento próprio em ascensão reta e o movimento próprio de declinação.

O efeito do movimento próprio na posição aparente da estrela é pequeno, devido à grande distância que nos separa das estrelas  e é usualmente, medido em "/ano (segundos de arco por ano).

Posições da Estrela de Barnard entre 2001 e 2010

## História
O movimento próprio das estrelas foi descoberto pela primeira vez pelo astrônomo inglês Edmund Halley em 1718, quando relatou que algumas estrelas como Sirius, Arcturus, Prócion e Aldebaran haviam se movido de meio a um grau desde a medição efetuada pelos astrônomos gregos da antiguidade Hiparco e Ptolomeu, cerca de 1700 anos antes.
Em 1916 o astrônomo Edward Emerson Barnard descobriu uma estrela (na constelação do Ophiuchus), invisível ao olho nu e que possuía o maior movimento próprio medido até então, de 10,3 "/ano, essa estrela ficou conhecida como a "Estrela de Barnard".

## Estrelas com grande movimento próprio[2]
| Estrela            | Movimento próprio ("/ano) | Número de anos necessários para um desvio do diâmetro da lua cheia |
| ------------------ | ------------------------- | ------------------------------------------------------------------ |
| Estrela de Barnard | 10,3                      | 181                                                                |
| Estrela de Kapteyn | 8,76                      | 213                                                                |
| Groombridge 1830   | 7,05                      | 265                                                                |
| Cordoba 31353      | 6,90                      | 270                                                                |
| Lacaille 9352      | 6,87                      | 271                                                                |
| Cordoba 32416      | 6,11                      | 305                                                                |
| Ross 619           | 5,40                      | 345                                                                |
| 61 Cygni           | 5,27                      | 354                                                                |
| 22H Camelopardis   | 4,78                      | 390                                                                |
| Epsilon Indi       | 4,70                      | 397                                                                |